# 城郊街道 (寧郷市)
城郊街道（じょうこうかいどう）は中華人民共和国湖南省長沙市寧郷市の街道。

## 行政区画
- 金星村
- 関心村
- 石泉村
- 石頭坑村
- 茶亭寺村
- 東潙社区
- 怡寧社区
- 蔸子潭社区
- 木佳社区
- 合安社区
- 塘湾社区
- 茆田社区
- 潙豊社区
- 羅宦社区
- 鎖匙社区

## 地理
城郊街道は寧郷市の東部に位置し、北西は菁華鋪郷と、南西は白馬橋街道と、北東は双江口鎮と、南は玉潭街道と、南東は歴経鋪街道とそれぞれ接している。

## 交通

### 鉄道
- 寧郷火車站（長石線）

### 道路
- 国道：G319国道
- 高速道路：長常高速道路、金洲大道